# Pfarrkirche Ebenau

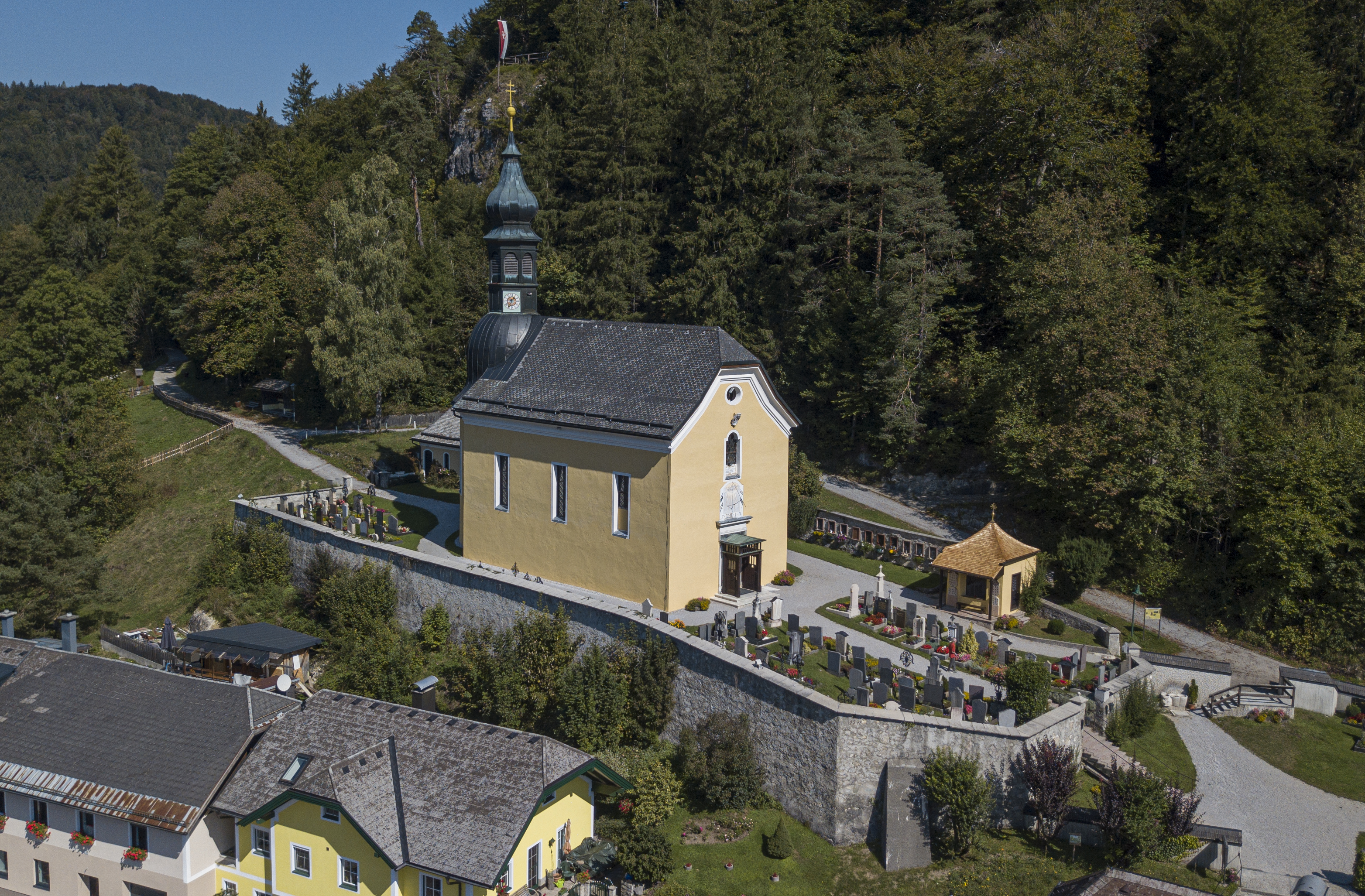
Kath. Pfarrkirche hl. Florian in Ebenau

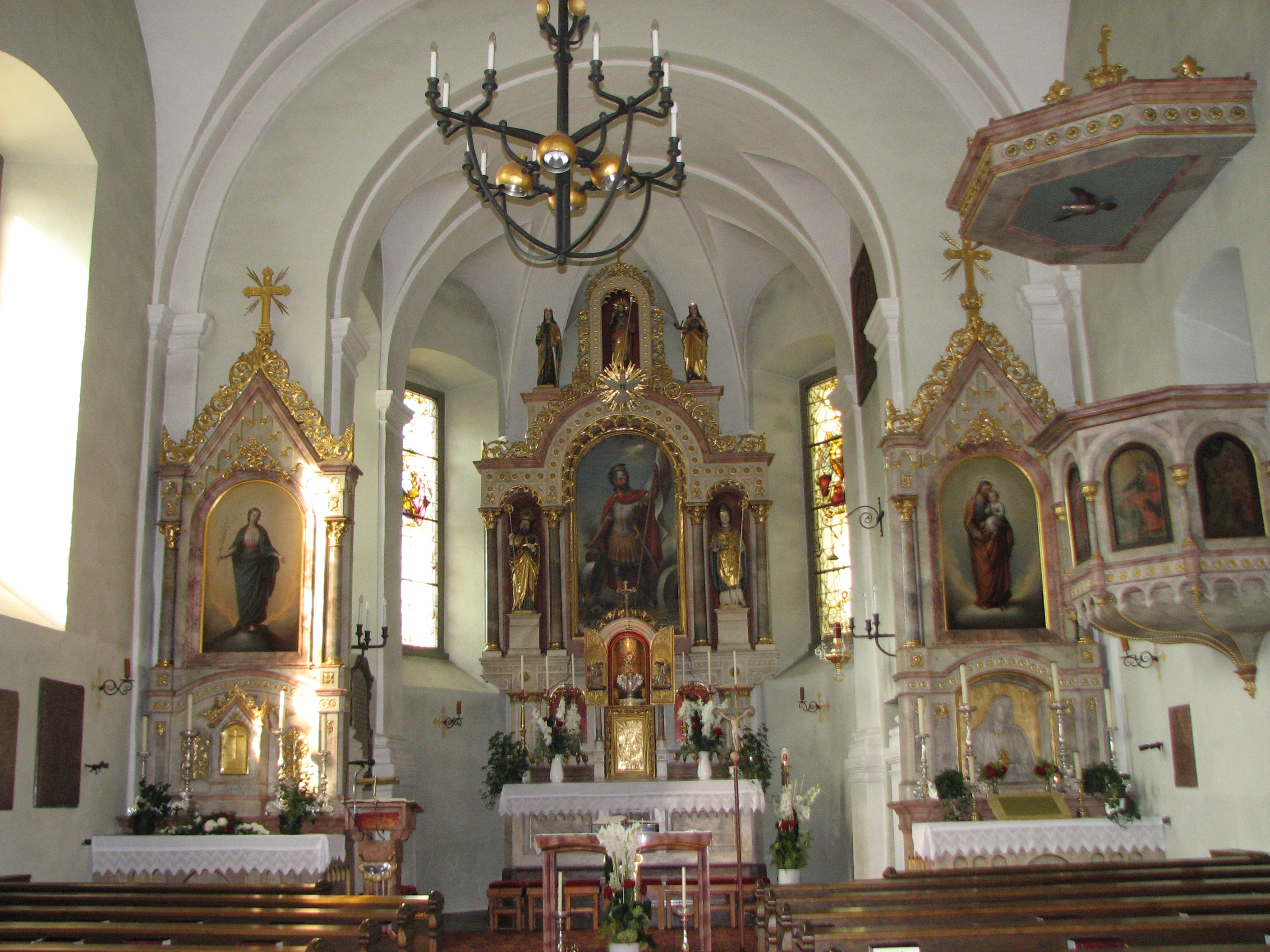
Vom Langhaus zum Chor

Die römisch-katholische Pfarrkirche Ebenau steht östlich erhöht an einer Berglehne in der Gemeinde Ebenau im Bezirk Salzburg-Umgebung im Land Salzburg. Die dem hl. Florian geweihte Kirche gehört zum Dekanat Thalgau der Erzdiözese Salzburg, das Patrozinium wird am Florianitag, dem 4. Mai, gefeiert. Das Kirchengebäude steht unter Denkmalschutz.

## Geschichte
Nach dem Aufschwung einer Werkssiedlung wurde die Kirche in den Jahren 1699 bis 1702 erbaut und 1704 geweiht. Sie diente seit 1702 als Vikariatskirche, ab 1857 als Pfarrkirche, insbesondere für die Beschäftigten der Messingfabrik. 1857 wurde sie renoviert, neu eingerichtet und zur Pfarrkirche erhoben.

## Architektur
Die genordete barocke Saalkirche ist von einem Friedhof umgeben. Der runde Chorturm ist mit einer Laterne versehen, die auf einer Zwiebelkuppel steht und selber in einer Zwiebelkuppel gipfelt.

## Ausstattung
Die Einrichtung ist einheitlich frühhistoristisch aus 1857.
Die Brüstungsorgel schuf Ludwig Mooser im Jahre 1850.